# Vương Trùng Dương
Vương Trùng Dương (phồn thể:王重陽, bính âm: Wáng Chóngyáng, giản thể:王重阳, 11/1/1113 - 22/1/1170) là một đạo sỹ sống vào đời nhà Tống. Ông là người sáng lập ra Toàn Chân giáo, là Bắc Tông của Đạo giáo Trung Quốc.
Vương Trùng Dương tên thật là Vương Trung Phan , tên tự là Duẫn Khanh, sinh ra tại Hàm Dương – Kinh Triệu (nay thuộc tỉnh Thiểm Tây) trong một gia đình giàu có. Thuở nhỏ ông chăm chỉ, tinh thông cả văn lẫn võ, lớn lên nhờ vậy mà nổi tiếng gần xa. Khi người Kim xâm lấn, ông tụ họp nhân dân nổi dậy chống lại nhưng không thành công.
Theo truyền thuyết , năm 1159, ông được gặp Lã Động Tân và Hán Chung Li, hai vị tiên trong nhóm tám vị tiên sống ở Bồng Lai tiên đảo của Trung Quốc, được truyền thụ khẩu quyết luyện đan là Toàn Chân. Ý nói bảo toàn tam bảo (toàn tinh, toàn khí, toàn thần) hội tụ trung cung, kim đan thành tựu.
Từ đó ông chuyên tâm nghiên cứu Đạo giáo, đổi tên là Triết, tự là Tri Minh, thành lập ra Toàn Chân giáo. Tôn chỉ của Toàn Chân giáo là cứu giúp chúng sinh nên nhân dân rất kính trọng. Học trò tìm đến ông rất đông, nhưng ông dạy dỗ nghiêm khắc, thường đánh đập để thử thách nên cuối cùng chỉ còn lại bảy người. Đó chính là Toàn Chân thất tử.

## Tiểu thuyết hoá
Vương Trùng Dương được Kim Dung tiểu thuyết hoá trở thành một nhân vật vắng mặt trong Xạ Điêu Tam Bộ Khúc.
Trong tiểu thuyết dựa Kim Dung "Thần điêu hiệp lữ", tên của ông trước khi xuất gia là "Vương Triết".
Trong tác phẩm dựa Kim Dung "Võ Lâm Ngũ Bá", tên "Trùng Dương" do sư phụ Thanh Hư chân nhân đặt, lấy ý ông đã chết rồi còn được cứu sống lại. Cũng trong tác phẩm này, tên hồi nhỏ của ông là "Vương Tiêu Thu".
Trong truyện, Vương Trùng Dương mất trước khi thời đại Xạ Điêu bắt đầu. Những câu chuyện về ông thường được kể thông qua sư đệ Chu Bá Thông và các học trò của ông.
Theo đó, Vương Trùng Dương vốn khởi nghĩa chống quân Kim nhưng không thành. Ông quay về núi Chung Nam lập ra phái Toàn Chân. Ông lại có tình cảm với nữ hiệp Lâm Triều Anh nhưng không kết hôn, khiến nàng giận dỗi, chiếm lấy Hoạt tử nhân mộ của ông ở trên núi Chung Nam, từ đó hai người không nhìn mặt nhau.
Tại Hoa Sơn luận kiếm lần thứ nhất, Vương Trùng Dương được bầu là người võ công cao nhất, hiệu là Trung Thần Thông, được giữ bộ Cửu Âm chân kinh. 4 người còn lại là Đông Tà Hoàng Dược Sư, Tây Độc Âu Dương Phong, Nam Đế Đoàn Trí Hưng và Bắc Cái Hồng Thất Công.
Khi bệnh nặng, sắp mất, lo Âu Dương Phong tìm đến lấy chân kinh, ông liền giả chết. Âu Dương Phong tìm đến không phòng bị, bị ông đánh trọng thương bỏ chạy. Lúc đó Vương Trùng Dương mới mất hẳn.

### Võ công
Võ công của Vương Trùng Dương là vô địch khi còn sống, nhưng Kim Dung lại không nói đến xuất xứ võ công của ông, chỉ nói ông từng là một lãnh tụ chống nhà Kim, sau đó thất chí nên xuất gia làm đạo sĩ, tu tập các phép dưỡng sinh của Đạo gia. Từ đó ta có thể tạm suy luận rằng võ công của ông được sáng tạo bằng cách tổng kết các phép cận chiến từ chiến trận và phép khí công của Đạo gia. Sau đây là một số võ công của Vương Trùng Dương nói riêng và của Toàn Chân giáo nói chung:
- Tiên Thiên công: môn nội công thượng hạng của Vương Trùng Dương, có tác dụng đả thông kỳ kinh bát mạch, tu luyện đến mức tận cùng cũng không thua kém gì Cửu Âm chân kinh vì theo lời Vương Trùng Dương, có luyện thêm nữa cũng chỉ là thiên hạ đệ nhất mà thôi. Theo lời Chu Bá Thông đây cùng với  Nhất Dương Chỉ của Đại Lý Đoàn Nam Đế là 1 trong 2 môn nội công mang tính khắc Cáp Mô Công, chuyên dùng để đối phó với Tây Độc. Khi sắp mất, Vương Trùng Dương biết Âu Dương Phong không bỏ ý định cướp kinh nên đến Đại Lý trao đổi môn võ này với Nam Đế đổi lấy Nhất Dương Chỉ. Vì ông sợ khi ông mất thì không ai áp chế được Âu Dương Phong nữa nên mới truyền thụ môn võ này cho Nam Đế để Âu Dương Phong phải kiêng dè vì hiện tại Nam Đế học được cả hai môn võ có thể khắc chế được y. Tuy nhiên, có thể hiểu được môn nội công này rất khó luyện, muốn tu luyện thì điều kiện rất khắc nghiệt, vì trong truyện ngay cả Chu Bá Thông, Toàn Chân thất tử và các đệ tử của họ cũng không có ai được truyền thụ. Theo sự suy vi của phái Toàn Chân và sự diệt vong của Đại Lý, môn võ công này cũng thất truyền.
- Toàn Chân tâm pháp: theo lời Quách Tĩnh đây là tâm pháp Đạo gia huyền môn chính tông, được diễn hóa từ Tiên Thiên Công nhưng không khắc nghiệt, trái lại rất dễ tu luyện, có tác dụng dưỡng sinh. Tu luyện lúc đầu thì chậm chạp, nhưng càng về sau thì càng cao cường, vì là huyền môn chính tông nên không sợ tẩu hỏa nhập ma. Cách tu luyện theo lời Mã Ngọc chỉ các phép thổ nạp (hô hấp) kết hợp với các động tác đi, đứng, nằm, ngồi kết hợp với khẩu quyết độc môn của phái Toàn Chân để tạo ra nội công lưu chuyển trong cơ thể. Người tu luyện càng loại bỏ tạp niệm thì tiến bộ càng nhanh, những người chân chất như Quách Tĩnh không có tạp niệm nên tiến bộ thấy rõ. Triệu Chí Kính truyền thụ cho Dương Quá chỉ nói khẩu quyết nhưng không chỉ cách hô hấp và các động tác nên Dương Quá không học được môn nội công này.
- Tam Hoa Tụ Đỉnh Chưởng
- Kim Nhạn công: khinh công độc môn của Toàn Chân giáo. Mã Ngọc lúc đầu dạy cho Quách Tĩnh bằng cách buộc Quách Tĩnh vào sợi dây, truyền thụ khẩu quyết và yêu cầu Quách Tĩnh leo lên vách đá. Khi Quách Tĩnh thành thạo rồi thì tự mình dùng Kim Nhạn công để leo lên vách đá mà không cần dùng dây buộc. Lúc giao đấu với Kim Luân Pháp Vương trên tường thành Tương Dương, Quách Tĩnh lúc rơi xuống đã dùng Kim Nhạn Công đạp lên tường thành mà chạy thẳng lên nhảy vào trong thành.
- Toàn Chân kiếm pháp: kiếm pháp độc môn của Toàn Chân giáo. Theo lời kể của các nhân vật trong truyện, trong lần Hoa Sơn luận kiếm, Vương Trùng Dương dựa vào bộ kiếm pháp này mà đánh bại quần hùng. Chiêu mạnh nhất của bộ kiếm pháp là "Nhất khí hóa Tam Thanh".
- Nhất Dương Chỉ: Vương Trùng Dương dùng Tiên Thiên công đổi môn võ này với Đoàn Nam Đế. Khi Âu Dương Phong đến cướp kinh, Vương Trùng Dương nhảy ra từ trong quan tài, dùng Nhất Dương Chỉ đánh vào my tâm (giữa 2 mắt) của Âu Dương Phong, phá Cáp Mô Công của y và buộc y phải chạy về Tây Vực.
- Thiên Cương Bắc Đẩu trận: trận pháp được Vương Trùng Dương sáng tạo dựa trên chòm sao Bắc Đẩu, cần có bảy người để lập trận. Trận pháp này Vương Trùng Dương lưu lại để đối phó với những cao thủ như Ngũ Tuyệt còn lại vì không có đồ tử đồ tôn nào có võ công cao bằng ông. Trận pháp này khi thiết lập thì ngay cả Đông Tà Hoàng Dược Sư cũng rất khó phá giải. Trận pháp này nguyên chỉ cần 7 người, nhưng khi đối đầu đại địch có thể huy động 7*7=49 người để lập thành Thiên Cương Bắc Đẩu Đại trận. Sau này khi Toàn Chân thất tử còn lại 5 người (Mã Ngọc và Đàm Xứ Đoan đã chết), đã cùng sáng tạo ra 1 chiêu "Thất Tinh tụ hội" dựa trên Thiên Cương Bắc Đẩu trận để thoát khỏi sự lệ thuộc vào trận pháp.
- Cửu Âm chân kinh: tuy không tu luyện, nhưng Vương Trùng Dương đã xem qua kinh thư. Khi bị Lâm Triêu Anh phá hết võ công độc môn của mình, Vương Trùng Dương đã khắc một số võ công của Cửu Âm chân kinh lên tường đá ở Cổ Mộ, chuyên dùng để phá giải võ công của Lâm Triêu Anh cùng với câu nói: "Trùng Dương cả đời, không thua kém ai!".
- Ngoài ra còn một số môn võ công yêu cầu thân đồng tử mới luyện thành. Chu Bá Thông nói rằng nếu không phải mất thân đồng tử thì đã tu luyện mấy môn võ công này để đánh bại Hoàng Dược Sư.

## Phim ảnh
- Anh hùng xạ điêu:

Bào Hán Lâm (1976), Lý Kiêm Xuyên (1983), Hứa Gia Vinh (1988), Quách Đức Tín (1994), Trương Kỷ Trung (2003), Cơ Kỳ Lân (2008), Hàn Đống (2017).
- Thần điêu hiệp lữ:

- Vương Trùng Dương cũng là tên của một bộ phim võ hiệp TVB năm 1992 xây dựng từ hình ảnh trong tiểu thuyết của Kim Dung.

Do Trịnh Y Kiện (Ekin Cheng) thủ vai Vương Trùng Dương, Châu Huệ Mẫn thủ vai Trình Nhược Thi - mẹ Vương Trùng Dương, Lương Bội Linh (Fiona Leung) vai Lâm Triều Anh.

## Thông tin thêm
Vương xuất thân trong một gia đình giàu có, học hành tử tế, giỏi cả văn chương và võ nghệ, tính tình hào sảng, từng thi đậu cử nhân văn (có thuyết nói là tiến sĩ) và cử nhân võ. Năm 47 tuổi, do bất đắc chí chốn quan trường, ông khẳng khái từ quan.
Vương về quê ẩn cư chốn sơn lâm, học theo Lão Trang, suốt ngày uống rượu, hành vi phóng túng, ăn nói ngông cuồng, xưng là “Hại Phong” (gã khùng điên).
Do yêu mến ẩn sĩ Đào Uyên Minh (Đào Tiềm) đời Tấn nên ông đổi hiệu là Tri Minh, lại giống Đào Tiềm thích hoa cúc – mà cúc nở vào tiết trùng dương – nên lấy đạo hiệu Trùng Dương Tử.
Năm 1161, Vương Trùng Dương bỏ nhà cửa, lên núi Chung Nam đào một mộ huyệt và ở trong đó tu luyện, gọi là “Hoạt tử nhân mộ”, phía trên lập bia ghi Vương Hại Phong chi mộ – mộ của gã khùng điên họ Vương.
Vương Trùng Dương tài kiêm văn võ, xuất khẩu thành thơ, thường dùng thơ, từ làm phương tiện khuyến dụ, giảng đạo. Sau khi ông mất, các đệ tử sưu tập hơn 1.000 bài thơ, văn của thầy, soạn thành Toàn Chân tập. Ngoài ra, ông còn để lại Trùng Dương lập giáo thập ngũ luận, Trùng Dương giáo hóa tập, Phân lê thập hóa tập…
Vương Trùng Dương chủ trương tam giáo hợp nhất – Nho, Phật và Đạo bình đẳng, cho rằng “tam giáo xưa nay vốn một tổ”.
Vì thế, Toàn Chân giáo lấy ba bộ Hiếu kinh của Nho giáo, Bát nhã ba la mật đa tâm kinh của Phật giáo và Đạo đức kinh của Đạo giáo làm kinh điển bắt buộc phải học.
“Toàn chân” nghĩa là phải bảo toàn “tam bảo” – toàn tinh, toàn khí và toàn thần – không được để tư dục làm hư hao, tổn hại, từ đó mới trường sinh. Toàn Chân giáo yêu cầu mọi giáo đồ phải xuất gia học đạo, cực lực phản đối thuật ngoại đan (đan dược luyện từ kim loại, khoáng vật) và bùa chú; kế thừa thuật nội đan (đạo dẫn, hành khí, phục khí…).
Nguyên tắc hành đạo của Toàn Chân giáo là “khổ ta lợi người”, “lợi ta lợi người”, chú trọng hai chữ “thanh tĩnh”. Giáo phái này yêu cầu giáo đồ phải khắc kỷ nhẫn nhục, thanh tu khổ hạnh, ăn chay nằm đất, không vợ, không con…
Ảnh hưởng của Vương Trùng Dương và Toàn Chân giáo tại hai triều ngoại bang Kim và Nguyên rất lớn, được chính quyền lúc ấy hết sức ủng hộ.
Toàn Chân giáo được xem là quốc giáo, trung tâm hoạt động được đặt ở kinh đô Yên Kinh (nay là Bắc Kinh), còn Vương Trùng Dương được Nguyên Thế Tổ sắc phong là Trùng Dương Toàn Chân khai hóa chân quân năm 1269, sau đó, được gia phong là Trùng Dương Toàn Chân khai hóa phụ cực đế quân năm 1310, uy thế rất hiển hách.